# Grand Prix de Chartres
Le Grand Prix de Chartres est un concours international d'organistes qui a lieu tous les deux ans sur le grand orgue de la cathédrale de Chartres.
Le Grand Prix de Chartres de 2010 a rendu hommage à l'organiste Jehan Alain.

## Historique
Le Grand Prix de Chartres fut créé en 1971 par le mécène Pierre Firmin-Didot. Son président était alors Pierre Cochereau.
Ce concours était, à ses débuts, annuel, mais se déroule tous les deux ans depuis 1976.
Le Grand Prix de Chartres est ouvert aux organistes de toute nationalité, sous réserve d'être âgé de moins de 32 ans. Les présélections ont lieu pendant le premier semestre de l'année du concours et les épreuves finales se déroulent à la fin du mois d'août et début septembre.
En raison de la pandémie de Covid-19 puis des travaux de reconstruction du grand orgue, le concours de 2020 n’a pas eu lieu et a été reporté à 2026.

## Prix décernés
Plusieurs prix sont décernés à l'issue du concours :
- le grand prix d’interprétation ou d'improvisation ;
- le second prix d’interprétation ou d'improvisation ;
- le prix du public décerné par vote du public.

A ceux-ci s'ajoutent des prix spéciaux, variant en fonction des années, comme le prix pour l’interprétation de l’œuvre contemporaine (en 2018), le prix Gaston Litaize (en 2008), le prix pour la meilleure interprétation d'une œuvre de Jean-Sébastien Bach (en 2002), …
Les prix peuvent être attribués à deux candidats à la fois. De plus, le jury n'est pas tenu d'accorder les prix.

## Épreuves
Le concours d'interprétation comprend deux épreuves éliminatoires et une épreuve finale, qui se déroule sur le grand orgue de la cathédrale de Chartres.

Grand orgue de la cathédrale de Chartres
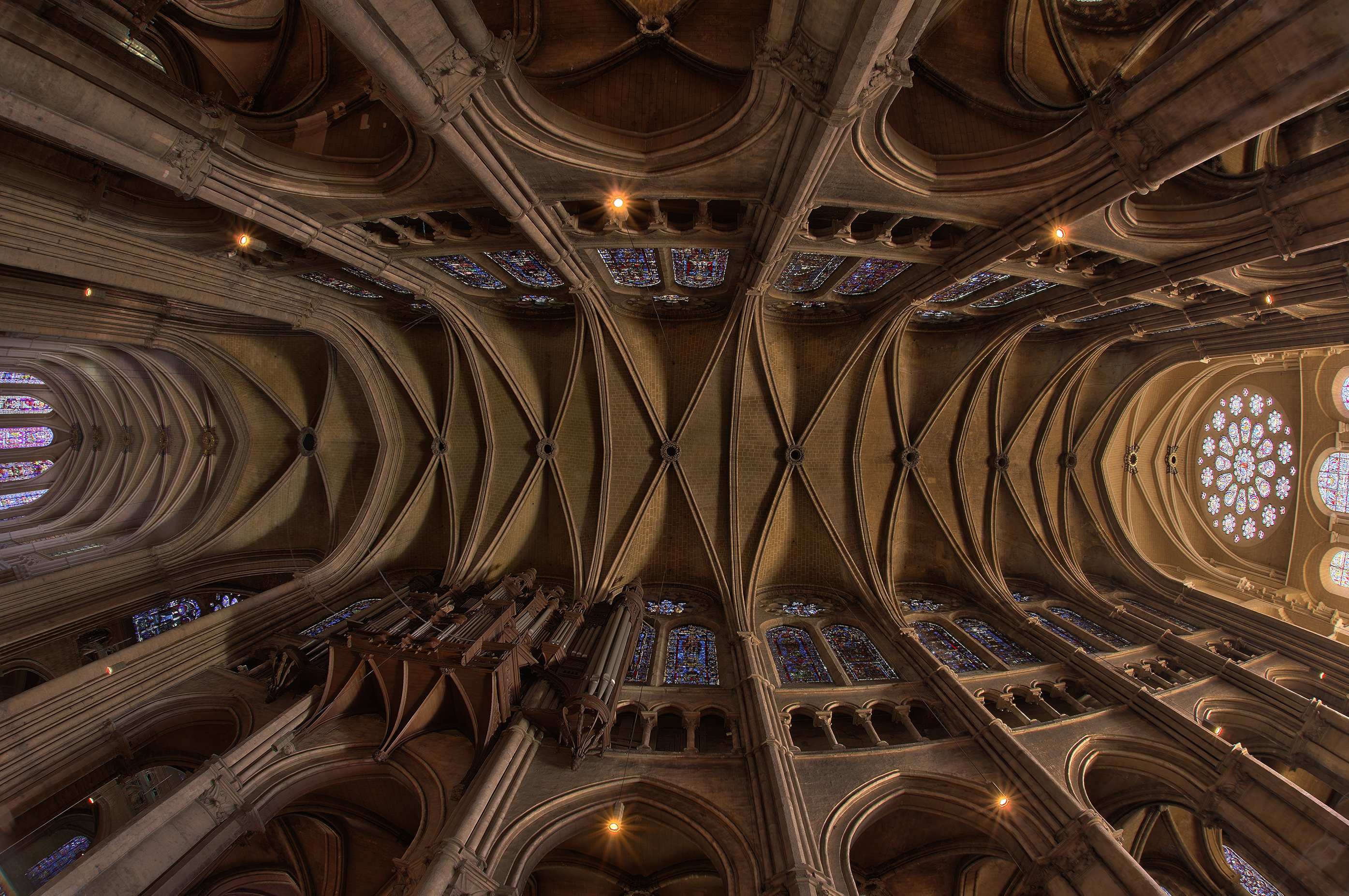
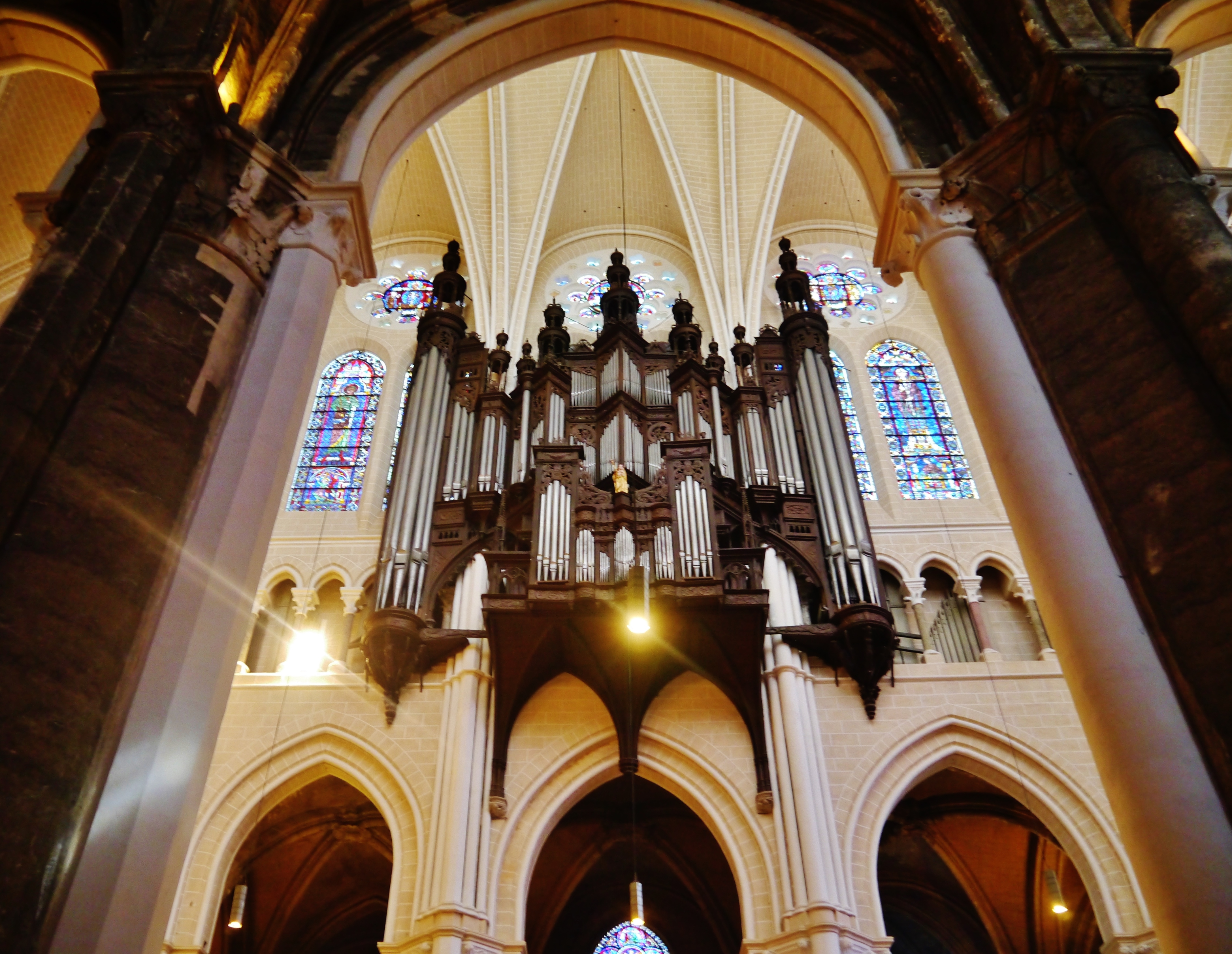
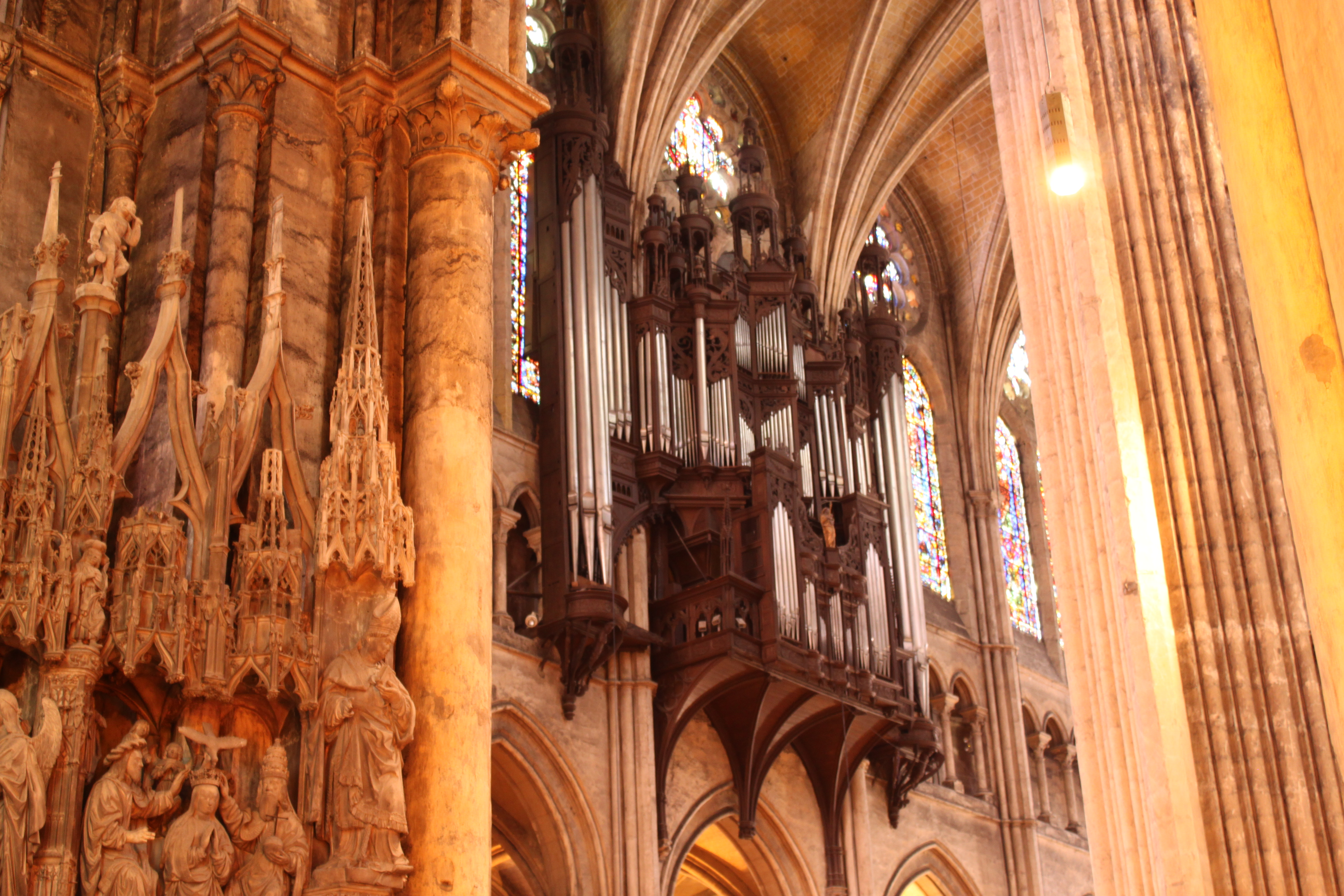

## Jurys
Le jury du Grand Prix de Chartres est présidé et composé d'éminents organistes, français ou étrangers, dont certains ont reçu le Grand Prix dans des éditions précédentes du concours, choisi par le comité artistique du concours.
| Année | Président du jury         | Membres du jury | Discipline                      |
| ----- | ------------------------- | --- | ------------------------------- |
| 1971  | Pierre Cochereau          | Maurice Duruflé Gaston Litaize Jacques Charpentier Victor Ruello Feike Asma (Hollande) Hans Geffert (Allemagne) Nicholas Kynaston (Grande-Bretagne) Anthony Newman (États-Unis) Pierre Segond (Suisse)                                | Interprétation et Improvisation |
| 1972  | Pierre Cochereau          | Rolande Falcinelli Jean Langlais André Marchal Harold Britton (Grande-Bretagne) Ferenç Gergely (Hongrie) Joachim Grubich (Pologne) Ferdinand Klinda (Tchécoslovaquie) Flor Peeters (Belgique) Michael Schneider (Allemagne)           | Interprétation                  |
| 1973  | Pierre Cochereau          | Xavier Darasse André Fleury Daniel-Lesur Michio Akimoto (Japon) Catherine Crozier (USA) Alois Forer (Autriche) George Thalben-Ball (Grande-Bretagne) Luigi Ferdinando Tagliavini (Italie) Josef Zimmermann (Allemagne)                | Interprétation et Improvisation |
| 1974  | Pierre Cochereau          | Jean Costa Marie-Madeleine Chevalier Édouard Souberbielle Antoine Bouchard (Canada) Per Kynne Frandsen (Danemark) Piet Kee (Pays-Bas) André Luy (Suisse) Marilyn Mason (USA) Almut Rössler (Allemagne) Gillian Weir (Grande-Bretagne) | Interprétation et Improvisation |
| 1976  | Pierre Cochereau          | Marie-Louise Girod Antoine Reboulot René Saorgin Jennifer Bate (Grande-Bretagne) Charles Benbow (USA) Johann Th. Lemckert (Pays-Bas) Hans-Dieter Moller (Allemagne) Niels Henrik Nielsen (Danemark) Alfonso Vega-Nuñez (Mexique)      |                                 |
| 1978  | Pierre Cochereau          | Michel Chapuis Georges Robert Daniel Roth Ludwig Doerr (Allemagne) John Grady (USA) Stefan Klinda (Hongrie) Peter Planyavsky (Autriche) Montserrat Torrent (Espagne)                                                                  | Interprétation                  |
| 1980  | Pierre Cochereau          | Marie-Claire Alain Philippe Lefebvre Louis Thiry Andrzej Chorosinski (Pologne) Hans Haselböck (Autriche) Robert Sutherland Lord (USA) Anders Riber (Danemark) Luigi-Ferdinando Tagliavini (Italie)                                    | Interprétation et Improvisation |
| 1982  | Gaston Litaize            | Jean Boyer Jean Giroud Jean-Claude Henry Gotthard Arner (Suède) Robert Clark (USA) Stefano Innocenti (Italie) Wolfgang Rubsam (Allemagne) Pierre Segond (Suisse)                                                                      | Interprétation et Improvisation |
| 1984  | Jacques Charpentier       | André Isoir Henriette Puig-Roget Louis Robilliard Robert Anderson (USA) Albert de Klerk (Belgique) Lionel Rogg (Suisse) Michaël Schneider (Allemagne) Montserrat Torrent (Espagne)                                                    | Interprétation et Improvisation |
| 1986  | Marie-Claire Alain        | Yves Devernay Philippe Lefebvre Daniel Roth Raymond Daveluy (Canada) Lynne Davis (USA), Martin Haselböck (Autriche) Grethe Krogh (Danemark) Gillian Weir (Grande-Bretagne)                                                            | Interprétation                  |
| 1988  | Michel Chapuis            | Pierre Gazin Odile Pierre René Saorgin Jacques Taddei Nicholas Danby (Grande-Bretagne) Werner Jacob (Allemagne) Bernard Lagacé (Québec) Frederick Swann (USA)                                                                         | Interprétation                  |
| 1990  | Philippe Lefebvre         | François-Henri Houbart Loïc Mallié Louis Robilliard James Kibbie (USA) Bernard Lagacé (Québec) Susan Landale (Grande-Bretagne) Ludger Lohmann (Allemagne) Jacques van Oortmerssen (Pays-Bas)                                          | Interprétation et Improvisation |
| 1992  | Marie-Claire Alain        | Jean Boyer Jacques Charpentier Marie-Louise Girod Lynne Davis (USA) Adelma Gomez (Argentine) Piet Kee (Pays-Bas) Eric Lundkvist (Suède) Almut Rössler (Allemagne)                                                                     | Interprétation et Improvisation |
| 1994  | Daniel Roth               | Michel Bouvard Loïc Mallié Louis Robilliard Jean Ferrard (Belgique) Clyde Holloway (USA) Edgar Krapp (Allemagne) André Luy (Suisse) Luigi-Ferdinando Tagliavini (Italie)                                                              | Interprétation et Improvisation |
| 1996  | André Isoir               | Jean-Charles Ablitzer François-Henri Houbart Marie-Louise Jacquet-Langlais Jacques Boucher (Canada) Peter Hurford (Grande-Bretagne) Léo Krämer (Allemagne) Lionel Rogg (Suisse) Todd Wilson (USA)                                     | Interprétation et Improvisation |
| 1998  | Philippe Lefebvre         | Gilles Cantagrel François Espinasse René Saorgin Martin Jean (USA) Jon Laukvik (Norvège) David Titterington (Grande-Bretagne) | Interprétation                  |
| 2000  | Marie-Claire Alain        | Patrick Delabre François-Henri Houbart Christophe Mantoux George C. Baker (États-Unis) Edgar Krapp (Allemagne) Jean-François Vaucher (Suisse)                                                                                         | Interprétation et Improvisation |
| 2002  | Marie-Claire Alain        | Lynne Davis Éric Lebrun Louis Robilliard Ben van Oosten (Danemark) John Scott (Grande Bretagne) Luigi-Ferdinando Tagliavini (Italie)                                                                                                  | Interprétation                  |
| 2004  | Philippe Lefebvre         | François-Henri Houbart Michelle Leclerc Loïc Mallié George C. Baker (États-Unis) Ludger Lohmann (Allemagne) Thomas Trotter (Grande Bretagne)                                                                                          | Interprétation et Improvisation |
| 2006  | Gilbert Amy               | Georges Guillard Vincent Warnier Susan Landale (Écosse) James David Christie (États-Unis) Lorenzo Ghielmi (Italie) Jozef Serafin (Pologne)                                                                                            | Interprétation                  |
| 2008  | François-Henri Houbart    | Philippe Brandeis Sophie-Véronique Cauchefer-Choplin Aude Heurtematte Hans Davidsson (Suède) Benoît Mernier (Belgique) Alena VESELÁ (République tchèque)                                                                              | Interprétation et Improvisation |
| 2010  | Louis Robilliard          | Yves Castagnet Vincent Dubois Tong-soon Kwak (Corée du Sud) James Higdon (États-Unis) Edgar Krapp (Allemagne) Liesbeth Schlumberger (Afrique du Sud)                                                                                  | Interprétation                  |
| 2012  | Michel Bouvard            | Thierry Escaich Erwan Le Prado Monica Melcova (Slovaquie) Jeffrey Brillhart (États-Unis) Laszlo Fassang (Hongrie) Tomasz Nowak (Pologne)                                                                                              | Interprétation et Improvisation |
| 2014  | Gilbert Amy               | François Espinasse Christophe Mantoux Bruno Morin Bine Bryndorf (Danemark) James David Christie (États-Unis) Ben van Oosten (Pays-Bas)                                                                                                | Interprétation                  |
| 2016  | Philippe Lefebvre         | Sophie-Véronique Cauchefer-Choplin Patrick Delabre Loïc Mallié George C. Baker (États-Unis) David Briggs (Grande-Bretagne) Gunnar Idenstam (Suède) Zsigmond Szathmáry (Hongrie)                                                       | Improvisation                   |
| 2018  | Daniel Roth               | Véronique Le Guen Olivier Vernet Susan Landale (Grande-Bretagne) Jon Laukvik (Norvège) Dong-ill Shin (Corée du Sud) Stephen Tharp (États-Unis d’Amérique)                                                                             | Interprétation                  |
| 2020  | Annulé et reporté en 2026 | Annulé et reporté en 2026 | Annulé et reporté en 2026       |
| 2026  |                           | |                                 |

## Lauréats
| Année | Grand Prix d’Interprétation                                                                            | Grand Prix d’Improvisation                                                                    | Prix du Public                                                                 | Prix Spécial                                                                 |
| ----- | --- | --------------------------------------------------------------------------------------------- | ------------------------------------------------------------------------------ | ---------------------------------------------------------------------------- |
| 1971  | Daniel Roth Yves Devernay (ex æquo)                                                                    | Daniel Roth Yves Devernay (ex æquo)                                                           | —                                                                              | —                                                                            |
| 1972  | Charles Benbow                                                                                         | —                                                                                             | —                                                                              | —                                                                            |
| 1973  | Wolfgang Rübsam                                                                                        | Philippe Lefebvre                                                                             | —                                                                              | —                                                                            |
| 1974  | George C. Baker                                                                                        | Mention : William Paul Haller Willem D. Viljoen                                               | —                                                                              | —                                                                            |
| 1976  | Non décerné                                                                                            | Non décerné                                                                                   | Non décerné                                                                    | Non décerné                                                                  |
| 1978  | Todd Wilson (en)                                                                                       | —                                                                                             | —                                                                              | —                                                                            |
| 1980  | James Kibbie (en)                                                                                      | Jacques Taddei                                                                                | —                                                                              | —                                                                            |
| 1982  | Ludger Lohmann (en)                                                                                    | Loïc Mallié                                                                                   | —                                                                              | —                                                                            |
| 1984  | Grand Prix : Christophe Mantoux Second Prix : Marie-Bernadette Dufourcet                               | Grand Prix : Gunnar Idenstam Second Prix : Naji Hakim                                         | —                                                                              | —                                                                            |
| 1986  | Grand Prix : Martin Jean Second Prix : Gunnar Idenstam                                                 | —                                                                                             | —                                                                              | —                                                                            |
| 1988  | Grand Prix : Yves Castagnet Second Prix : Diane Meredith Belcher                                       | —                                                                                             | —                                                                              | —                                                                            |
| 1990  | Grand Prix : Heidi Emmert (de) Second Prix : Éric Lebrun                                               | Grand Prix : Pierre Pincemaille Second Prix : Sophie-Véronique Cauchefer-Choplin              | —                                                                              | —                                                                            |
| 1992  | Grand Prix : Vincent Warnier Second Prix : Iain Simcock                                                | Second Prix : Peter Bannister                                                                 | —                                                                              | —                                                                            |
| 1994  | Grand Prix : Bruno Morin Second Prix : Làszlo Déak                                                     | Second Prix : Gabriel Marghieri                                                               | —                                                                              | —                                                                            |
| 1996  | Matt Curlee                                                                                            | Grand Prix : Gabriel Marghieri Second Prix : Frédéric Blanc                                   | —                                                                              | Prix Spécial Lion's Club de la Musique (Allemagne) : Erwan Le Prado          |
| 1998  | Rie Hiroe-Lang                                                                                         | —                                                                                             | Rie Hiroe-Lang                                                                 | —                                                                            |
| 2000  | Erwan Le Prado Second Prix : Roberto Antonello                                                         | Second Prix : Jean-Charles Robin                                                              | Jean-Charles Robin                                                             | —                                                                            |
| 2002  | Grand Prix :Emmanuel Hocde Second Prix : Arkadiusz Bialic                                              | —                                                                                             | Emmanuel Hocde                                                                 | Prix Jean Sébastien Bach : Emmanuel Hocde Prix Maurice Duruflé : Henry Fairs |
| 2004  | Grand Prix : László Fassang Second Prix : Vincent Grappy                                               | Second Prix : Noël Hazebrouq (ex æquo) Second Prix : Baptiste-Florian Marle-Ouvrard (ex æquo) | László Fassang Noël Hazebrouq                                                  | —                                                                            |
| 2006  | Grand Prix: Dong-Ill Shin Second Prix : Henry Fairs                                                    | —                                                                                             | Benjamin Righetti                                                              | Prix Maurice Duruflé : Henry Fairs                                           |
| 2008  | Grand Prix : Saki Aoki Second Prix : Jean-Willy Kunz                                                   | David Franke                                                                                  | Saki Aoki                                                                      | Prix Gaston Litaize : Saki Aoki                                              |
| 2010  | Grand Prix: Yuka Ishimaru Second Prix: Christian Barthen                                               | —                                                                                             | Ae-Shell Nam                                                                   | —                                                                            |
| 2012  | Grand Prix : Mari Mihara Second Prix : Joonho Park                                                     | Second Prix : Baptiste-Florian Marle-Ouvrard (ex æquo) Second Prix : Samuel Liégeon (ex æquo) | Interprétation : Thomas Ospital Improvisation : Baptiste-Florian Marle-Ouvrard | Prix Maurice Duruflé : Thomas Ospital                                        |
| 2014  | Grand Prix: Dexter Kennedy Second Prix : Thomas Ospital (ex æquo) Second Prix : Balázs Szabó (ex æquo) | —                                                                                             | Thomas Ospital                                                                 | Prix Jean-Louis Florentz : Thomas Ospital                                    |
| 2016  | __ | Grand prix : David Cassan (ex æquo) Grand prix : Karol Mossakowski (ex æquo)                  | David Cassan                                                                   | __                                                                           |
| 2018  | Grand prix : Johannes Zeinler Second prix : Daria Burlak                                               | __                                                                                            | Johannes Zeinler                                                               | Meilleure interprétation de l'œuvre de Thomas Lacôte : Johannes Zeinler      |
| 2020  | Annulé et reporté en 2026                                                                              | Annulé et reporté en 2026                                                                     | Annulé et reporté en 2026                                                      | Annulé et reporté en 2026                                                    |
| 2026  | |                                                                                               |                                                                                |                                                                              |

## Parrainages
Le Grand Prix de Chartres reçoit le soutien de plusieurs organismes et institutions :
- Direction régionale des Affaires culturelles de la région Centre-Val de Loire ;
- Conseil régional du Centre-Val de Loire ;
- Conseil départemental d'Eure-et-Loir ;
- Ville de Chartres ;
- Société des auteurs, compositeurs et éditeurs de musique (SACEM) ;
- Académie des Beaux-Arts de l'Institut de France ;
- Société civile pour l'administration des droits des artistes et musiciens interprètes (ADAMI) ;
- Rectorat de la cathédrale Notre-Dame de Chartres ;
- Office de tourisme de Chartres ;
- Conservatoire à rayonnement régional de Paris ;
- Festivals et associations d'Orgue.